# Dirk Andries Flentrop
Dirk Andries Flentrop (* 1. Mai 1910 in Zaandam; † 30. November 2003 in Santpoort-Zuid) war ein niederländischer Orgelbauer.

## Leben
Flentrop war Sohn von Hendrik Wicher Flentrop (1866–1950), der die Orgelbaufirma Flentrop Orgelbouw im Jahr 1903 in Zaandam gründete. Dieser weltbekannte Betrieb ist aktiv in Europa, den Vereinigten Staaten und in Südamerika und hat auch Orgeln in Taiwan und Japan gebaut. 
In Anerkennung seiner Verdienste erhielt Flentrop 1968 eine Ehrendoktorwürde in Musikwissenschaft des amerikanischen Oberlin College (Ohio) für seine Pioniertätigkeit im klassischen Orgelbau und später eine weitere von der Duke University in North Carolina. Bemerkenswert ist die von 1975 bis 1978 durchgeführte Restaurierung der Orgeln von 1693 und 1735 der Kathedrale von Mexiko-Stadt. 1982 wurde er in den USA mit einem Buch über sein dortiges Werk geehrt. 
Flentrop starb im November 2003 im Alter von 93 Jahren an seinem Wohnort Santpoort-Zuid. 
Nachfolger Flentrops wurde 1976 Johannes Antonij Steketee (* 1936), bis 1998 Cees P. W. van Oostenbrugge (1947–2008) die Firmenleitung übernahm. Nach dessen Tod wurde Frits Elshout (* 1952) neuer Direktor und Erik Winkel (* 1971) sein Stellvertreter. Die Werkliste der Firma umfasst über 400 Orgelneubauten, darunter 17 Orgeln in Deutschland und über 100 in den USA.